# Sverdlovský incident
Sverdlovský incident byla katastrofa způsobená nedbalostí při výrobě biologických zbraní. K incidentu došlo v roce 1979 v sovětském městě Sverdlovsku (dnes Jekatěrinburg). 

## Úvod
Ve městě bylo už od konce 2. světové války umístěno zařízení určené pro výrobu biologických zbraní (zahraničními tajnými službami označované jako Compound 19). Toto zařízení patřilo do značně rozsáhlé sítě státního podniku Biopreparat (krycího zařízení 15. správy KGB odpovědné za sovětský program výzkumu a výroby biologických zbraní). V zařízení, které fungovalo jako běžná farmaceutická továrna, se ve velkém pěstovaly spory Bacillus anthracis – bakterie způsobující závažné onemocnění známé jako antrax nebo sněť slezinná. Výrobní proces byl velmi jednoduchý, bakterie antraxu se pomnožovaly v živném roztoku, dokud nevytvořily spory. Ty se poté ve speciální sušárně sušily a vzniklý prášek se dopravoval do jiných zařízení, kde se plnil do bojových hlavic.

## Příčiny
Inkriminovaný pátek 30. března 1979 jeden z techniků odpolední směny při pravidelné údržbě odmontoval zanesený HEPA filtr (speciální ultrafiltr propouštějící pouze molekuly vzduchu) ve ventilačním zařízení sušárny spor. Poté odešel domů, přičemž zanechal ve velínu vzkaz veliteli odpolední směny podplukovníkovi Nikolaji Černyševovi. Ten však toho dne pospíchal domů stejně jako jeho podřízení a snad z přepracovanosti zapomněl zanést obsah vzkazu do provozního deníku. Kvůli tomu zahájil velitel směny v pondělí 2. dubna provoz bez namontovaného HEPA filtru, který by čistil od spor vzduch odcházející z provozu sušárny. Než si této skutečnosti všiml jeden z techniků a velitel směny dal zastavit provoz, uběhlo několik hodin. Do ovzduší v okolí továrny uniklo řádově několik kilogramů prachu obsahujícího antraxové spory, které se díky větru (který vál směrem od miliónového velkoměsta) rozšířily směrem k neobydlené průmyslové zóně a infikovaly převážně pracovníky z noční směny blízkých továren a dělníky oslavující v nedalekém baru.

## Následky
Oficiální místa se ihned po odhalení incidentu snažila celou záležitost ututlat. Z náhlé epidemie antraxu obvinila překupníky, kteří na černém trhu údajně rozšířili maso z kontaminovaného chovu, a podnikla preventivní opatření proti šíření epidemie (například nechala vybít toulavé psy, kteří se odpadky z černého trhu živí), tehdejší významný představitel komunistické strany ve městě Boris Jelcin (budoucí prezident Ruské federace) dokonce nařídil ostříhat listy stromů a keřů v okolí továrny a opláchnout ulice a střechy vodou. Tak svou horlivostí neúmyslně přispěl k tvorbě druhotných aerosolů, které nakazily další osoby a významně prodloužily dobu trvání epidemie.

## Oběti
V období od dubna do května bylo diagnostikováno přes 96 nakažených (většina zhoubnější plicní formou antraxu), a protože se jednalo o speciální, pro vojenské účely určený kmen (i když citlivý na antibiotika), 66 nakažených zemřelo. Všechny lékařské záznamy o průběhu onemocnění u nakažených KGB stornovala a její agenti převlečení za lékaře roznášeli rodinám pozůstalých zfalšované úmrtní listy. I tak se dá mluvit o štěstí; kdyby vítr foukal směrem k městu, počty nakažených a zemřelých by dosahovaly až mnoha tisíců. V roce 1981 byla tajným Brežněvovým výnosem velkovýroba antraxových spor přesunuta do nově vybudovaného komplexu ve Stepnogorsku (rovněž zahrnutého do sítě Biopreparatu) a to včetně velké části personálu nevyjímaje podplukovníka Černyševa, kterému nikdy nebyl za jeho odpovědnost na nehodě uložen oficiální postih.